# Isatis costata
Isatis costata är en korsblommig växtart som beskrevs av Carl Anton von Meyer. Isatis costata ingår i släktet vejdar, och familjen korsblommiga växter. Inga underarter finns listade i Catalogue of Life.